# استفانی راثمن
استفانی راثمن (انگلیسی: Stephanie Rothman؛ زادهٔ ۹ نوامبر ۱۹۳۶) یک کارگردان فیلم، فیلم‌نامه‌نویس، و تهیه‌کننده فیلم اهل ایالات متحده آمریکا است.
از فیلم‌ها یا مجموعه‌های تلویزیونی که وی در آن‌ها نقش داشته‌است می‌توان به آتلانتیس ۲ اشاره نمود.